# Greater Than Love (film, 1921)
Ne pas confondre avec le film de John M. Stahl sorti en 1919.
Pour plus de détails, voir Fiche technique et Distribution.
Greater Than Love est un film muet américain réalisé par Fred Niblo et sorti en 1921.

## Fiche technique
- Titre : Greater Than Love
- Réalisation : Fred Niblo
- Scénario : C. Gardner Sullivan
- Chef-opérateur : Charles J. Stumar
- Genre : Film dramatique
- Distribution : Associated Producers Inc.
- Durée : 70 minutes (1 h 10)
- Date de sortie :
  - États-Unis : 17 juillet 1921

## Distribution
- Louise Glaum : Grace Merrill
- Patricia Palmer : Elsie Brown
- Mahlon Hamilton : Bruce Wellington
- Donald MacDonald : Elliott
- Rose Cade : Maizie
- Edward Martindel : Frank Norwood
- Eve Southern : Clairice
- Willie Mae Carson : Pinkie
- Gertrude Claire : 'Mother' Brown
- Stanhope Wheatcroft